# Martin Chalfie
Martin Chalfie (Chicago, 15 januari 1947) is een Amerikaans neurobioloog. In 2008 ontving hij de Nobelprijs voor de Scheikunde samen met Osamu Shimomura en Roger Tsien voor hun ontdekking en ontwikkeling van groen fluorescent proteïne (Green Fluorescent Protein, GFP). In 2018 heeft hij de Gouden Lomonosov-medaille ontvangen van de Russische Academie van Wetenschappen.

## Biografie
Chalfie studeerde biochemie aan de Harvard-universiteit. Hij was vervolgens werkzaam als kledingverkoper en docent aan een school in Hamden. In 1977 werd hij docent bij het laboratorium van moleculaire biologie in Londen. Vijf jaar later, in 1982, keerde hij terug naar de Verenigde Staten toen hij hoogleraar biochemie werd aan de Columbia-universiteit.
Chalfie is vooral bekend van zijn werk met het groen fluorescent proteïne. Hij liet zien dat dit eiwit kan dienen als een waardevolle marker voor allerlei biologische processen. Door eiwitten te markeren met GFP konden wetenschappers traceren waarin de cel het eiwit zich bevindt. Zelf kleurde hij in een van zijn eerste experimenten zes afzonderlijke cellen van het rondwormpje Caenorhabditis elegans met behulp van GFP.
1901: Van 't Hoff ·
1902: E. Fischer ·
1903: Arrhenius ·
1904: Ramsay ·
1905: Baeyer ·
1906: Moissan ·
1907: Buchner ·
1908: Rutherford ·
1909: Ostwald ·
1910: Wallach ·
1911: Curie ·
1912: Grignard, Sabatier ·
1913: Werner ·
1914: Richards ·
1915: Willstätter ·
1918: Haber ·
1920: Nernst ·
1921: Soddy ·
1922: Aston ·
1923: Pregl ·
1925: Zsigmondy ·
1926: Svedberg ·
1927: Wieland ·
1928: Windaus ·
1929: Harden, Euler-Chelpin ·
1930: H. Fischer · 
1931: Bosch, Bergius ·
1932: Langmuir ·
1934: Urey ·
1935: F. Joliot-Curie, I. Joliot-Curie ·
1936: Debye ·
1937: Haworth, Karrer ·
1938: Kuhn ·
1939: Butenandt, Ružička ·
1943: Hevesy · 
1944: Hahn ·
1945: Virtanen ·
1946: Sumner, Northrop, Stanley ·
1947: Robinson · 
1948: Tiselius · 
1949: Giauque ·
1950: Diels, Alder ·
1951: McMillan, Seaborg ·
1952: Martin, Synge ·
1953: Staudinger ·
1954: Pauling ·
1955: Vigneaud ·
1956: Hinshelwood, Semjonov ·
1957: Todd ·
1958: Sanger ·
1959: Heyrovský ·
1960: Libby ·
1961: Calvin ·
1962: Perutz, Kendrew ·
1963: Ziegler, Natta ·
1964: Hodgkin ·
1965: Woodward ·
1966: Mulliken ·
1967: Eigen, Norrish, Porter ·
1968: Onsager ·
1969: Barton, Hassel ·
1970: Leloir ·
1971: Herzberg ·
1972: Anfinsen, Moore, Stein · 
1973: E.O. Fischer, Wilkinson · 
1974: Flory ·
1975: Cornforth, Prelog ·
1976: Lipscomb ·
1977: Prigogine · 
1978: Mitchell ·
1979: Brown, Wittig ·
1980: Berg, Gilbert, Sanger ·
1981: Fukui, Hoffmann ·
1982: Klug ·
1983: Taube ·
1984: Merrifield ·
1985: Hauptman, Karle ·
1986: Herschbach, Lee, Polanyi ·
1987: Cram, Lehn, Pedersen ·
1988: Deisenhofer, Huber, Michel ·
1989: Altman, Cech ·
1990: Corey ·
1991: Ernst ·
1992: Marcus ·
1993: Mullis, Smith ·
1994: Olah ·
1995: Crutzen, Molina, Rowland ·
1996: Curl, Kroto, Smalley ·
1997: Boyer, Walker, Skou ·
1998: Kohn, Pople ·
1999: Zewail ·
2000: Heeger, MacDiarmid, Shirakawa ·
2001: Knowles, Noyori, Sharpless ·
2002: Fenn, Tanaka, Wüthrich ·
2003: Agre, MacKinnon ·
2004: Ciechanover, Hershko, Rose ·
2005: Grubbs, Schrock, Chauvin ·
2006: Kornberg ·
2007: Ertl ·
2008: Shimomura, Chalfie, Tsien ·
2009: Steitz, Yonath, Ramakrishnan ·
2010: Heck, Negishi, Suzuki ·
2011: Shechtman ·
2012: Kobilka, Lefkowitz ·
2013: Karplus, Levitt, Warshel ·
2014: Betzig, Hell, Moerner ·
2015: Lindahl, Modrich, Sancar ·
2016: Sauvage, Stoddart, Feringa ·
2017: Dubochet, Frank, Henderson · 
2018: Arnold, Winter, Smith ·   
2019: Goodenough, Whittingham, Yoshino ·
2020: Charpentier, Doudna ·
2021: List, MacMillan ·
2022: Bertozzi, Meldal, Sharpless ·
2023: Bawendi, Brus, Jekimov ·
2024: Baker, Hassabis, Jumper
- Bibliothèque nationale de France: cb150576874 (data)
- DBLP: 15/3723
- Gemeinsame Normdatei: 1220173150
- International Standard Name Identifier: 0000 0001 1751 5973
- Library of Congress Control Number: n97088684
- Nationale Bibliotheek van Tsjechië: js20081021004
- Nationale Bibliotheek van Israël: 987007327994605171
- Nederlandse Thesaurus van Auteursnamen: 289023165
- ORCID: 0000-0002-9079-7046
- LIBRIS: 319923
- Système universitaire de documentation: 060813067
- Virtual International Authority File: 24887721
- WorldCat: E39PBJdCpbrv6RjtBmMhJKgBT3